# K3b
K3b (výslovnost [ˌkeiθriːˈbiː]; z angl. KDE Burn Baby Burn) je otevřený software pro vypalování disků CD a DVD pro operační systém Linux a systémy založené na Unixu. Je navržen pro desktopové prostředí KDE.
Je tvořen grafickým rozhraním pro vypalování disků CD a DVD. Pomocí něj lze například vytvářet zvukové disky CD, vypalovat filmy na disky DVD nebo vypalovat jiná data. Program K3b také obsahuje mnoho nastavení pro pokročilejší uživatele.
Technicky vzato je K3b grafická nadstavba (front end [ˌfrant ˈend]) pro konzolové aplikace cdrecord, cdrkit, cdrdao a growisofs. Počínaje verzí 1.0 obsahuje ripovací nástroj (DVD ripper).
Pro vypalování zvukových disků CD ze souborů ve formátu mp3 je třeba doinstalovat balíček libk3b2-mp3.
Program byl vytvořen v jazyce C++ a používá Qt GUI toolkit.